# Naitou l'orpheline
Pour plus de détails, voir Fiche technique et Distribution.
Naïtou l'orpheline est un film guinéen réalisé par Moussa Kémoko Diakité, sorti en 1982.

## Synopsis
La jalousie d'une femme Damayé l'envoie empoisonner sa coépouse, la mère de Naïtou.
Elle torpille l'avenir de Naïtou par de travaux ménagers, refuse de recevoir son fiancé et l'empêche de prendre part à l'initiation traditionnelle pour toutes les jeunes filles du village. Mais un jour elle est punie par l'esprit de justice du village, une sorcière qui l'envoûtera. Naïtou pourra enfin épouser son fiancé.
Le film est raconté à travers la danse et la musique par le Ballet national de Guinée,,.

## Fiche technique
- Titre français : Naïtou l'orpheline
- Réalisateur : Moussa Kémoko Diakité
- Scénario : Moussa Kémoko Diakité
- Productrice :
- Photo : Laalioui Mohamed
- Montage : Ahmed Bouanani
- Musique et chansons : répertoire des Ballets africains de la République de Guinée
- Durée : 2 heures
- Sortie : 1982